# Blades d'Érié
Les Blades d'Érié sont deux franchises professionnelles de hockey sur glace basées à Érié, dans l'État de la Pennsylvanie aux États-Unis qui ont existé entre 1975 et 1982.

## Histoire
La première des deux franchise a vu le jour en 1975 dans la North American Hockey League où elle a participé à deux saisons.
La deuxième fut créée en North Eastern Hockey League en 1978, saison qu'elle remporta, puis passa les deux saisons suivantes dans l'Eastern Hockey League, qu'elle remporta à chaque fois, et rejoignit enfin la Ligue américaine de hockey en 1981 avant d'être dissoute à l'issue d'une saison décevante.

## Statistiques de saisons
| Saison    | Ligue | PJ | V  | D  | N | Pts | BP  | BC  | Classement Final | Séries éliminatoires |
| --------- | ----- | -- | -- | -- | - | --- | --- | --- | ---------------- | -------------------- |
| 1975-1976 | NAHL  | 74 | 37 | 36 | 1 | 75  | 310 | 298 | 3rd, West        | Éliminés au 1er tour |
| 1976-1977 | NAHL  | 74 | 37 | 33 | 4 | 78  | 257 | 251 | 5th, NAHL        | Éliminés au 2e tour  |
| 1978-1979 | NEHL  | 69 | 47 | 19 | 3 | 97  | 344 | 260 | 1er NEHL         | Vainqueurs           |
| 1979-1980 | EHL   | 70 | 46 | 21 | 3 | 95  | 349 | 241 | 1er EHL          | Vainqueurs           |
| 1980-1981 | EHL   | 72 | 52 | 14 | 6 | 110 | 407 | 252 | 1er EHL          | Vainqueurs           |
| 1981-1982 | LAH   | 80 | 22 | 52 | 6 | 50  | 317 | 425 | 6th, South       | Non qualifiés        |

## Entraîneurs
- Nick Polano 1975-1981
- Lou Angotti 1981-1982